# آمیکام
آمیکام (انگلیسی: Anicom) شرکت خدمات مالی و بیمه ژاپنی است، که در سال ۲۰۰۰ تأسیس شد.